# Barbouria cubensis
Barbouria cubensis là một loài tôm trong họ Barbouriidae. Chúng là loài đặc hữu của Bermuda.
Loài này ban đầu được định danh là Hippolyte cubensis, được tìm thấy trong các hang động giữa Cojimar và Castillo Morro, gần Havana, Cuba. Chúng sau đó cũng được tìm thấy ở Mexico, Turks and Caicos Islands, Bermuda, Cayman Brac và Bahamas. Chúng có thể đạt đến kích thước 64 milimét (2,5 in) chiều dài và có màu đỏ sẫm.